# Phạm Quốc Thuần
Phạm Quốc Thuần (sinh năm 1926 - 2023) nguyên là một tướng lĩnh Bộ binh của Quân lực Việt Nam Cộng hòa cấp bậc Trung tướng. Ông xuất thân từ những khóa đầu ở trường Võ bị Liên quân được Quốc gia Việt Nam mở ra ở Cao nguyên Trung phần Việt Nam. Trước khi gia nhập Quân đội, ông đã là một công chức của nhà nước Bảo hộ Pháp. Thời gian tại ngũ, ông đã theo đúng hệ thống của một sĩ quan chỉ huy, bắt đầu từ chức vụ chỉ huy cấp Trung đội và tuần tự đến chỉ huy cấp Quân đoàn. Trước khi là chỉ huy Sư đoàn Bộ binh, ông cũng đã từng là Tham mưu trưởng của Sư đoàn. Tương tự như vậy, trước khi lên làm Tư lệnh Quân đoàn, ông cũng đã là Tham mưu trưởng. Mặc dù có thời gian ông được chuyển sang lĩnh vực khác như Chỉ huy các cơ sở đào tạo nhân sự của Quân đội... nhưng chỉ là một thời gian rất ngắn, rồi nhanh chóng được chuyển trở về với chuyên môn của mình.

## Tiểu sử & Binh nghiệp
Ông sinh ngày 31 tháng 8 năm 1926 trong một gia đình khá giả có thân phụ là công chức tại tỉnh Hà Đông, miền Bắc Việt Nam. Năm 1945, ông tốt nghiệp Trung học Đệ nhất cấp chương trình Pháp với văn bằng Thành Chung tại Hà Đông. Tiếp theo ông được lên học tại trường Trung học phổ thông ở Hà Nội, cũng theo hệ Phổ thông chương trình Pháp, năm 1948 ông tốt nghiệp văn bằng Tú tài toàn phần (Part II). Kế tiếp, ông theo học khóa 2 Hành chính và tốt nghiệp năm 1950. Sau đó được Chính quyền Bảo hộ Pháp bổ nhiệm làm Quận trưởng quận Quốc Oai, tỉnh Sơn Tây.

### Quân đội Quốc gia Việt Nam
Cuối tháng 6 năm 1951, thi hành lệnh động viên của Quốc trưởng Bảo Đại, ông nhập ngũ vào Quân đội Quốc gia, mang số quân: 46/302.312. Theo học khoá 5 Hoàng Diệu tại trường Võ bị Liên quân Đà Lạt, khai giảng ngày 1 tháng 7 năm 1951. Ngày 24 tháng 4 năm 1952 mãn khóa tốt nghiệp với cấp bậc Thiếu úy hiện dịch. Ra trường, ông được chuyển về một đơn vị Bộ binh giữ chức vụ Trung đội trưởng thuộc Đại đội 4 Tiểu đoàn 18 Việt Nam, đồn trú tại Khu chiến Phát Diệm, Ninh Bình.
Đầu năm 1953, ông được thăng cấp Trung úy và được cử làm Đại đội trưởng Đại đội 4 kiêm Trưởng đồn Điền Hộ, Nga Sơn, Thanh Hóa. Sau đó chuyển sang làm Đại đội trưởng Đại đội 3 kiêm Tiểu đoàn phó Tiểu đoàn Khinh quân 719, đồn trú tại Khu chiến Bùi Chu, Nam Định. Cuối năm, ông được thăng cấp Đại úy và được cử làm Tiểu đoàn trưởng Tiểu đoàn 55 Việt Nam đồn trú tại Bình Lục, Phủ Lý thay thế Đại úy Đặng Văn Quang đi du học khóa Tham mưu tại trường Tham mưu Pháp. Sau khi Hiệp Định Genève ngày 20 tháng 7 năm 1954 được ký kết, cùng đơn vị di chuyển vào Nam, ông được cử làm Trưởng phòng 3 Tiểu khu Phú Quốc.

### Quân đội Việt Nam Cộng hòa
Đầu năm 1955, ông được chuyển công tác về làm Trưởng phòng 3 Tiểu khu Gia Định. Tháng 5 cùng năm, ông được chuyển sang làm Trưởng ban Đồn trú thuộc Phòng 3 Bộ Tổng Tham mưu. Cuối năm, sau khi Thủ tướng Diệm cải danh Quân đội Quốc gia thành Quân đội Việt Nam Cộng hòa, ông chuyển công tác đi giữ chức vụ Trưởng ban Hành quân thuộc Phòng 3 Bộ Tư lệnh Đệ nhất Quân khu Nam Việt. Tháng 3 năm 1956, ông được cử làm Chỉ huy Trung đoàn 33 thuộc Sư đoàn 13 Khinh chiến Ngày Quốc khánh Đệ nhất Cộng hòa 26 tháng 10 năm 1959, ông được thăng cấp Thiếu tá tại nhiệm
Đầu năm 1960, ông được cử làm Tham mưu trưởng Sư đoàn 21 Bộ binh hoán chuyển nhiệm vụ với Thiếu tá Bùi Dinh. Tháng 6 cùng năm ông được tuyển theo học Anh ngữ tại Bộ chỉ huy Tiếp vận 3 để chuẩn bị đi du học lớp Chỉ huy Tham mưu cao cấp tại Hoa Kỳ, nhưng bị ngưng lại do xảy ra cuộc chính biến ngày 11-11-1960. Ngay sau đó, ông được chuyển ra miền Trung làm Tham mưu trưởng Sư đoàn 22 Bộ binh do Đại tá Nguyễn Bảo Trị làm Tư lệnh. Tháng 8 năm 1962, ông tiếp tục được cử đi học lớp Tham mưu cao cấp (khóa 1962 - 2) thụ huấn 16 tuần tại Học viện Fort Leavenworth, Kansas, Hoa Kỳ. Đầu năm 1963 mãn khóa học về nước, ông được cử làm Tham mưu trưởng Sư đoàn 5 Bộ binh.
Ngày 1 tháng 11 năm 1963, cuộc đảo chính Tổng thống Diệm do một số tướng lãnh trong Quân đội cầm đầu, ông là một trong các sĩ quan cao cấp của Sư đoàn 5 bộ binh do Đại tá Nguyễn Văn Thiệu chỉ huy tiến công Dinh Độc Lập. Cuộc đảo chính thành công, ngày 2 tháng 11 ông được thăng cấp Trung tá tại nhiệm.
Đầu tháng 2 năm 1964, sau cuộc Chỉnh lý nội bộ do tướng Nguyễn Khánh cầm đầu, ông được chuyển về làm Phụ tá tại Nha Tổng giám đốc Bảo an do Thiếu tướng Dương Ngọc Lắm làm Tổng giám đốc. Tháng 9 cùng năm chuyển xuống miền Tây Nam phần, ông được chỉ định làm Tham mưu trưởng Quân đoàn IV & Vùng 4 chiến thuật do Thiếu tướng Nguyễn Văn Thiệu làm Tư lệnh. Ngày 1 tháng 11 cuối năm (kỷ niệm một năm ngày đảo chính 1 tháng 11 năm 1963 thành công), ông được thăng cấp Đại tá tại nhiệm. Tháng 2 năm 1965, ông được chuyển về Bộ Quốc phòng giữ chức vụ Phụ tá Quân sự cho Tổng tưởng là Trung tướng Nguyễn Văn Thiệu. Tháng 7 cùng năm, ông được bổ nhiệm làm Tư lệnh Sư đoàn 5 Bộ binh thay thế Chuẩn tướng Trần Thanh Phong về làm Trưởng phòng 3 Bộ Tổng tham mưu. Ngày Quân lực 19 tháng 6 năm 1966, ông được thăng cấp Chuẩn tướng tại nhiệm. Hai năm sau (1968), cũng vào ngày Quân lực 19 tháng 6, ông được thăng cấp Thiếu tướng tại nhiệm. Cùng năm, ông được cử làm Trưởng phái đoàn đi du hành quan sát các cơ sở Quân sự ở Đài Loan.
Ngày 15 tháng 8 năm 1969, ông nhận lệnh bàn giao Sư đoàn 5 lại cho Chuẩn tướng Nguyễn Văn Hiếu. Ngay sau đó, được cử giữ chức vụ Chỉ huy trưởng trường Bộ binh Thủ Đức thay thế Chuẩn tướng Lâm Quang Thơ đi làm Tư lệnh Sư đoàn 18 Bộ binh. Tháng 8 năm 1971, ông được thăng cấp Trung tướng tại nhiệm. Tháng 4 năm 1973, ông được cử kiêm chức vụ Trưởng đoàn Việt Nam Cộng hòa trong Ủy ban Liên hợp 2 bên tại Trại Davis cạnh phi trường Tân Sơn Nhất. Ngày 29 tháng 10 cùng năm, bàn giao chức vụ trưởng đoàn trong Ủy ban liên hợp lại cho Chuẩn tướng Phan Hòa Hiệp, ông được bổ nhiệm làm Tư lệnh Quân đoàn III và Quân khu 3, hoán chuyển nhiệm vụ với Trung tướng Nguyễn Văn Minh. Ngày Quốc khánh Đệ nhị Cộng hòa 1 tháng 11 năm 1974, ông thuyên chuyển ra Nha Trang giữ chức vụ Chỉ huy trưởng trường Trường Hạ sĩ quan Đồng Đế, hoán chuyển nhiệm vụ với Trung tướng Dư Quốc Đống.

## 1975
Ngày 2 tháng 4, ông di tản khỏi Nha Trang theo Bộ tư lệnh Quân đoàn II và Quân khu 2 về Sài Gòn. Khuya ngày 29 tháng 4 năm 1975 rời Sài Gòn di tản ra khơi trên Tuần dương hạm Trần Quang Khải HQ-2 do Hải quân Trung tá Đinh Mạnh Hùng (sinh năm 1938, tốt nghiệp khoá 11 Trường Sĩ quan Hải quân Nha Trang) làm Hạm Trưởng.
Sau đó, ông được qua định cư tại Portland, Oregon, Hoa Kỳ.

## Huy chương
-Bảo quốc Huân chương đệ tam đẳng (ân thưởng)
-12 Anh dũng Bội tinh với nhành dương liễu
-3 Anh dũng Bội tinh với ngôi sao vàng
-2 Anh dũng Bội tinh với ngôi sao bạc
-Huy chương danh dự Silver Star (Do Chính phủ Hoa Kỳ trao tặng).